# Rotax 912
Rotax 912 — семейство четырехтактных четырёхцилиндровых горизонтально-оппозитных поршневых авиационных двигателей внутреннего сгорания, производящихся австрийской фирмой Rotax.
Семейство Rotax 912 берет свое начало в 1989 году как двигатели для сверхлегких самолётов и мотопланеров. С ростом популярности двигателей для БПЛА такого класса из узкоспециализированных быстро становятся популярными и используются для оснащения дронов. Хотя двигатель до сих пор может применяться в мотопланерах, но производитель снимает с себя всякую ответственность за безопасность приземления и запрещает выполнять с двигателем элементы высшего пилотажа в летательных аппаратах, так как текущие требования надежности больше адаптированы под беспилотные системы, где допустима более рисковая эксплуатация.
Rotax 912 в его форсированной версии Rotax 914 используется в таких дронах, как турецкий Байрактар ТБ2 и Иранский Shahed 129

## История
Rotax 912 разработан 1989 году для использования в сверхлегких самолётах и мотопланерах
Оригинальный двигатель 912 UL имел мощность 80 л. с. (60 кВт).
Двигатель отличается от авиационных двигателей предыдущего поколения (например, Lycoming O-235 (англ.)) тем, что он имеет цилиндры воздушного охлаждения с головками с более эффективным жидкостным охлаждением. Модель 912 оказалась и более экономична и легче, чем сопоставимые более старые двигатели, (например, Continental O-200 (англ.)), и изначально у неё был более короткий межремонтный период (TBO). Изначально межремонтный период был уже очень хорошим как 600 часов и после усовершенствований возрос до 1200 часов
В 1996 году появился вариант двигателя с турбонаддувом мощностью 115 л. с. (86 кВт) известный как Rotax 914 (англ.).
8 марта 2012 года компания представила модификацию Rotax 912 iS c мощностью 100 л. с. (75 кВт) с впрыском топлива и электронным блоком управления двигателем. Межремонтный период увеличился до 2000 часов.
1 апреля 2014 года компания объявила о выходе версии Rotax 912 iS Sport с большей мощностью и крутящим моментом и сниженным расходом топлива.
В июле 2015 года было объявлено о выпуске ещё одной производной модели Rotax 915 iS (англ.) мощностью 135 л. с. (101 кВт).

## Ограничения надежности
Что необычно для производителя небольших сертифицированных авиационных двигателей, Rotax публикует в руководстве пользователя обширные предупреждения о снятия с себя ответственности за использование в пилотируемых людьми аппаратах. Это связано с тем, что Rotax 912 больше ориентируется на рынок БПЛА в данный момент, где последствия авиакатастрофы ниже.
В частности, пилотов предупреждают, что двигатель Rotax 912 не подходит для:
- использования в ситуациях, когда безопасная посадка невозможна
- использования в малых вертолётах
- ночного полёта (если только двигатель не оборудован резервным источником питания)
- высшего пилотажа

В руководстве говорится, что Rotax не даёт никаких гарантий того, что:
- двигатель подходит для использования на вашем самолёте, даже если двигатель соответствует формально ему по техническим характеристикам
- двигатель может заклинить или заглохнуть в любой момент, что может привести к аварийной посадке, к серьёзным травмам или даже смерти пилота

## Технические характеристики (для Rotax 912 UL/A/F)
Как отмечалось выше, двигатель Rotax 912 имеет множество модификаций, в том числе форсированной мощности до 100 Квт. Ниже приведены характеристики самой массовой модели двигателя как Rotax 912 UL/A/F
- Тип: четырёхцилиндровый, четырёхтактный двигатель жидкостного/воздушного охлаждения с оппозитными цилиндрами
- Рабочий объём : 1211,2 см 3 (73,91 дюйма 3)
- Длина: 561 мм
- Ширина: 576 мм
- Сухая масса : 60 кг
- Выходная мощность: 59,6 кВт (79,9 л. с.) при 5800 об/мин .
- Удельная мощность : 48,71 кВт/л
- Расход топлива: 15,0 л / ч при 5000 об/мин (75 % мощности)
- Удельный расход топлива : 285 г /(кВт · ч) при 5500 об/мин (максимальная продолжительная мощность)
- Отношение мощности к весу : 980 Вт/кг

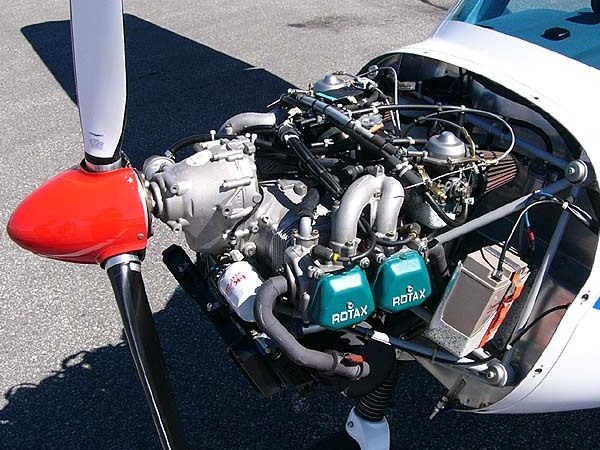
Двигатель Rotax 912ULS (100 л. с.), установленный на самолёте 3Xtrim 3X55 Trener
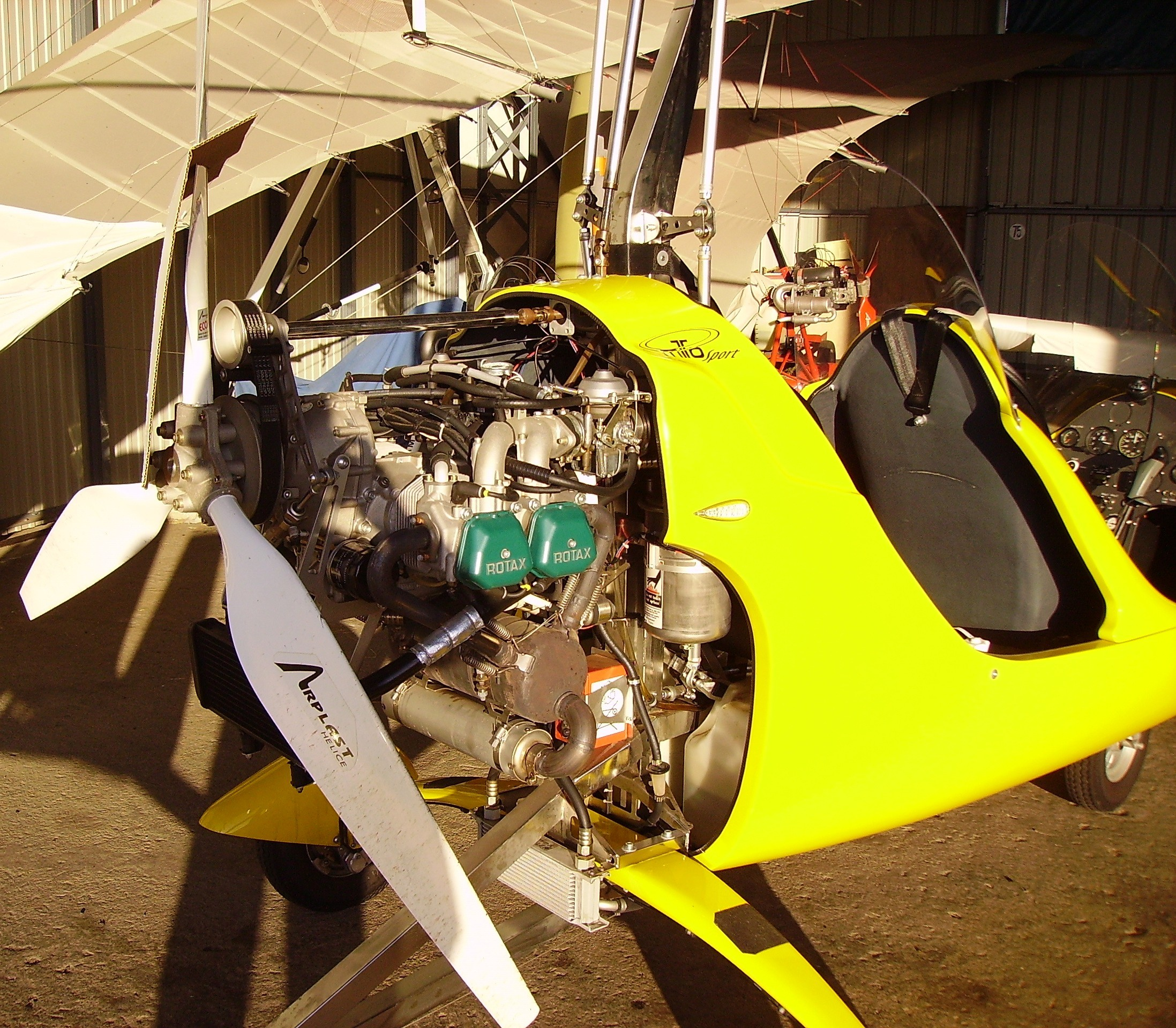
Rotax 912 ULS на автожире AutoGyro MTOsport[нем.]
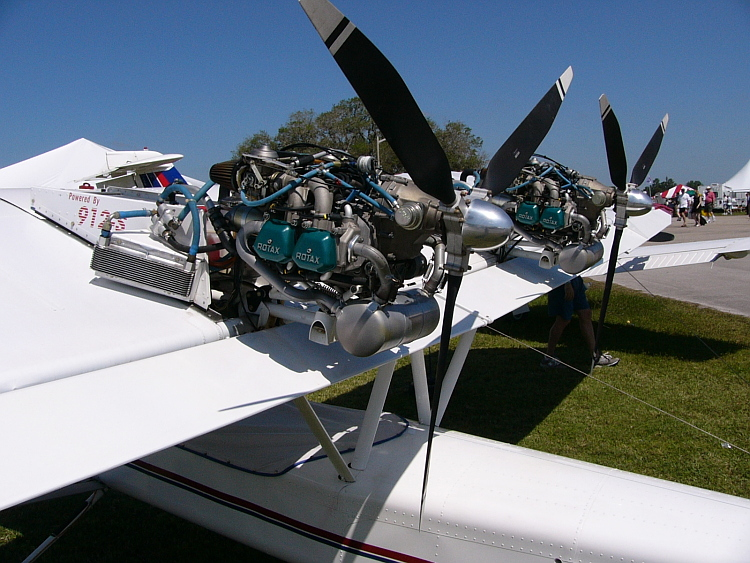
Rotax 912ULS на самолёте Lockwood Aircam[англ.]
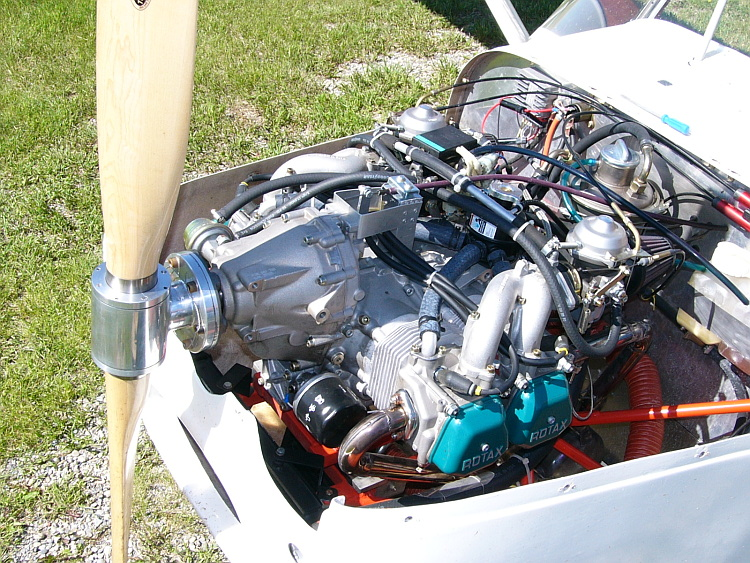
Rotax 912S на самолёте Blue Yonder Merlin[англ.]
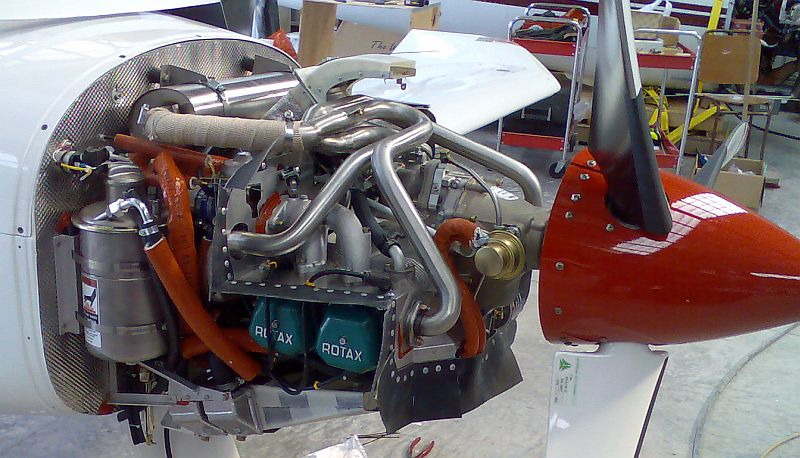
Выхлопные трубы двигателя Rotax 912S на самолёте Dyn'Aero MCR01[англ.]